# 西丘町 (浜松市)
西丘町（にしおかちょう）は静岡県浜松市中央区の町名。丁番を持たない単独町名である。住居表示未実施。

## 地理
浜松市中央区の北中部、萩丘地区の北部に位置する。東で葵西（五丁目・六丁目）、西で湖東町及び桜台一丁目、南で高丘西四丁目及び高丘北四丁目、北で花川町と接する。

### 学区
- 浜松市立花川小学校
- 浜松市立開成中学校

## 歴史

### 沿革
- 1978年（昭和53年） - 葵町・吉野町・吉野東町・湖東町の各一部をあわせて、西丘町を新設する[WEB 7]。
- 2000年（平成12年）11月1日 - 大山町・湖東町・西丘町の各一部を合わせて桜台一丁目が成立。
- 2007年（平成19年）4月1日 - 浜松市が政令指定都市となる。西丘町は中区の一部となる。
- 2020年（令和2年）1月1日 - 西丘町が属する花川地区が萩丘地区に統合される。
- 2024年（令和6年）1月1日 - 浜松市の行政区再編により、西丘町は中央区の一部となる。

## 施設
- 浜松市立花川幼稚園
- 社会福祉法人一葉会福祉事業団 幼保連携型認定こども園 遊歩の丘にしおかこども園
- エディオン三方原店
- 三幸製作所 西丘工場
- 福山通運浜松西営業所
- コスモ石油セルフピュア西丘SS（コスモ石油販売が運営）
- naviエコノ浜松西SS（ナヴィ（丸紅エネルギーグループ）が運営）
- セブン-イレブン浜松西丘町店
- ミニストップ浜松西丘町店
- 浜松市花川運動公園

## 交通

### バス
- 遠鉄バス41高台線：（浜松駅 - ）西丘町 - 西丘町西（ - 花川運動公園 方面）

### 道路
- 静岡県道65号浜松環状線

## その他

### 警察
警察の管轄区域は以下の通りである。
| 番・番地等 | 警察署         | 交番・駐在所 |
| ---------- | -------------- | ------------ |
| 全域       | 浜松中央警察署 | 葵高丘交番   |

### 消防
消防の管轄区域は以下の通りである。
| 番・番地等 | 消防署   | 本署/出張所 |
| ---------- | -------- | ----------- |
| 全域       | 中消防署 | 高台出張所  |

### WEB
1. ↑  “h02_22.csv”.   総務省 (2022年2月10日). 2024年10月4日閲覧。
2. ↑  “chuouku_menseki.xlsx”.   浜松市 (2024年3月12日). 2024年10月4日閲覧。
3. ↑  “静岡県 浜松市中央区 西丘町の郵便番号 - 日本郵便”.   日本郵便. 2025年2月15日閲覧。
4. ↑  “市外局番の一覧”.   総務省 (2022年3月1日). 2024年6月20日閲覧。
5. ↑  “事業所案内及び管轄地域（事務所3件、分室3件）”.   一般社団法人静岡県自動車会議所. 2024年6月20日閲覧。
6. ↑  “住居表示実施状況”.   浜松市 (2024年1月4日). 2024年6月20日閲覧。
7. ↑  “解説ページ”.   株式会社エア. 2024年10月10日閲覧。
8. ↑  “交番｜静岡県警察”.   静岡県警察 (2024年1月1日). 2024年6月20日閲覧。
9. ↑  “消防署の町別管轄「に」／浜松市”.   浜松市 (2020年3月25日). 2024年6月20日閲覧。